# Sibiril

Sibiril este o comună în departamentul Finistère, Franța. În 1 ianuarie 2022 avea o populație de 1.154 de locuitori.